# 10553 Stenkumla
10553 Stenkumla è un asteroide della fascia principale. Scoperto nel 1993, presenta un'orbita caratterizzata da un semiasse maggiore pari a 3,2219501 UA e da un'eccentricità di 0,1342731, inclinata di 2,58736° rispetto all'eclittica.